# Виды рода Лох
- Список видов составлен на основе данных сайтов GRIN[1] и «Chinese Plant Names»[2].
- Знаком × отмечены виды, имеющие гибридное происхождение.
- Синонимика видов в данном списке не приводится.
- Русские названия взяты из книги:
  - Соколов С. Я. Сем. 75. Лоховые — Elaeagnaceae Lindl. // Деревья и кустарники СССР : дикорастущие, культивируемые и перспективные для интродукции : в 6 т. — М. ; Л. : Изд-во АН СССР, 1958. — Т. 4 : Покрытосеменные. Семейства Бобовые — Гранатовые / ред. С. Я. Соколов. — С. 895—907. — 976 с. — 2500 экз.

| A B C D E F G H I J K L M N O P R S T U V W Y Z |

## A
- Elaeagnus angustata (Rehd.) C. Y. Chang
- Elaeagnus angustifolia L. — Лох узколистный
- Elaeagnus argyi Levl.
- Elaeagnus bambusetorum Hand.-Mazz.

## B
- Elaeagnus bockii Diels
- Elaeagnus cinnamomifolia W. K. Hu et H. F. Chow

## C
- Elaeagnus commutata Bernh. ex Rydb. — Лох серебристый
- Elaeagnus conferta Roxb.
- Elaeagnus courtoisi Belval

## D
- Elaeagnus davidii Franch.
- Elaeagnus delavayi Lecomte
- Elaeagnus difficilis Serv.

## E
- Elaeagnus ×ebbingei Boom

## F
- Elaeagnus formosana Nakai

## G
- Elaeagnus glabra Thunb.
- Elaeagnus gonyanthes Benth.
- Elaeagnus griffithii Serv.
- Elaeagnus grijsii Hance
- Elaeagnus guizhouensis C. Y. Chang

## H
- Elaeagnus henryi Warb. apud Diels

## J
- Elaeagnus jiangxiensis C. Y. Chang
- Elaeagnus jingdonensis C. Y. Chang

## K
- Elaeagnus kanaii Momily.

## L
- Elaeagnus lanceolata Warb. aquad Diels
- Elaeagnus lanpingensis C. Y. Chang
- Elaeagnus latifolia L.
- Elaeagnus liuzhouensis C. Y. Chang
- Elaeagnus longiloba C. Y. Chang
- Elaeagnus loureirii Champ.
- Elaeagnus luoxiangensis C. Y. Chang
- Elaeagnus luxiensis C. Y. Chang

## M
- Elaeagnus macrantha Rehd.
- Elaeagnus macrophylla Thunb. — Лох крупнолистный
- Elaeagnus magna Rehd.
- Elaeagnus micrantha C. Y. Chang
- Elaeagnus mollis Diels
- Elaeagnus morrisonensis Hayata
- Elaeagnus multiflora Thunb. — Лох многоцветковый

## N
- Elaeagnus nanchuanensis C. Y. Chang

## O
- Elaeagnus obovata Li
- Elaeagnus obtusa C. Y. Chang
- Elaeagnus oldhamii Maxim.
- Elaeagnus orientalis L. — Лох восточный
- Elaeagnus ovata Serv.
- Elaeagnus oxycarpa Schlechtend.

## P
- Elaeagnus pallidiflora C. Y. Chang
- Elaeagnus pauciflora C. Y. Chang
- Elaeagnus pilostyla C. Y. Chang
- Elaeagnus pingnanensis C. Y. Chang
- Elaeagnus pugens Thunb.
- Elaeagnus pungens Thunb. — Лох колючий
- Elaeagnus pyriformis Hook. f.

## R
- Elaeagnus ×reflexa C. Morren & Decne.
- Elaeagnus retrostyla C. Y. Chang

## S
- Elaeagnus sarmentosa Rehd.
- Elaeagnus schlechtendalii Serv.
- Elaeagnus stellipila Rehd.

## T
- Elaeagnus taliensis C. Y. Chang
- Elaeagnus thunbergii Serv.
- Elaeagnus tonkinensis Serv.
- Elaeagnus triflora Roxb.
- Elaeagnus tubiflora C. Y. Chang
- Elaeagnus tutcheri Dunn

## U
- Elaeagnus umbellata Thunb. — Лох зонтичный

## V
- Elaeagnus viridis Serv.

## W
- Elaeagnus wenshanensis C. Y. Chang
- Elaeagnus wilsonii Li
- Elaeagnus wushanensis C. Y. Chang

## X
- Elaeagnus xichouensis C. Y. Chang
- Elaeagnus xizangensis C. Y. Chang